# Longaphodius namaquarum
Longaphodius namaquarum är en skalbaggsart som beskrevs av S. Endrödi 1980. Longaphodius namaquarum ingår i släktet Longaphodius och familjen Aphodiidae. Inga underarter finns listade i Catalogue of Life.